# 新井京太
新井 京太（あらい きょうた、1887年（明治20年）5月26日 - 1969年（昭和44年）5月19日）は、大正・昭和期の実業家・政治家。衆議院議員（3期）。位階は正五位。

## 経歴
群馬県出身。1920年（大正9年）協調会社会政策学院を卒業。土木建築請負業を営む。田島応用加工 (株) 顧問を務めた。
千住町会議員、足立区会議員、東京市会議員、同参事会員、東京府会議員、同参事会員、同社会委員長、東京都議会議員、同参事会員を務めた。
第24回衆議院議員総選挙（1949年（昭和24年）1月執行）東京都第6区から選出された聴濤克巳の公職追放、中島守利の死去に伴い1952年（昭和27年）3月に実施された補欠選挙で初当選。次の第25回総選挙でも再選された。第26回、第27回総選挙ではいずれも次点で落選。1958年（昭和33年）5月の第28回総選挙で再選され、衆議院議員に通算3期在任した。この間、第2次岸内閣行政管理政務次官、地方制度調査会委員などを務めた。その後、1960年（昭和35年）11月の第29回総選挙に立候補したが落選した。
1965年（昭和40年）4月の春の叙勲で勲四等に叙され、旭日小綬章を受章する。
1969年（昭和44年）5月19日、死去した。81歳没。翌20日、特旨を以て位記を追賜され、死没日付をもって正五位勲三等に叙され、瑞宝章を追贈された。